# Chilevisión
Chilevisión – chilijska stacja telewizyjna, założona w 1960 roku. Siedziba stacji znajduje się w Santiago.